# مهرین (ویرجینیا)
مهرین (به انگلیسی: Meherrin) یک منطقهٔ مسکونی در ایالات متحده آمریکا است که در ویرجینیا واقع شده‌است.